# Diocesi di Bolzano-Bressanone

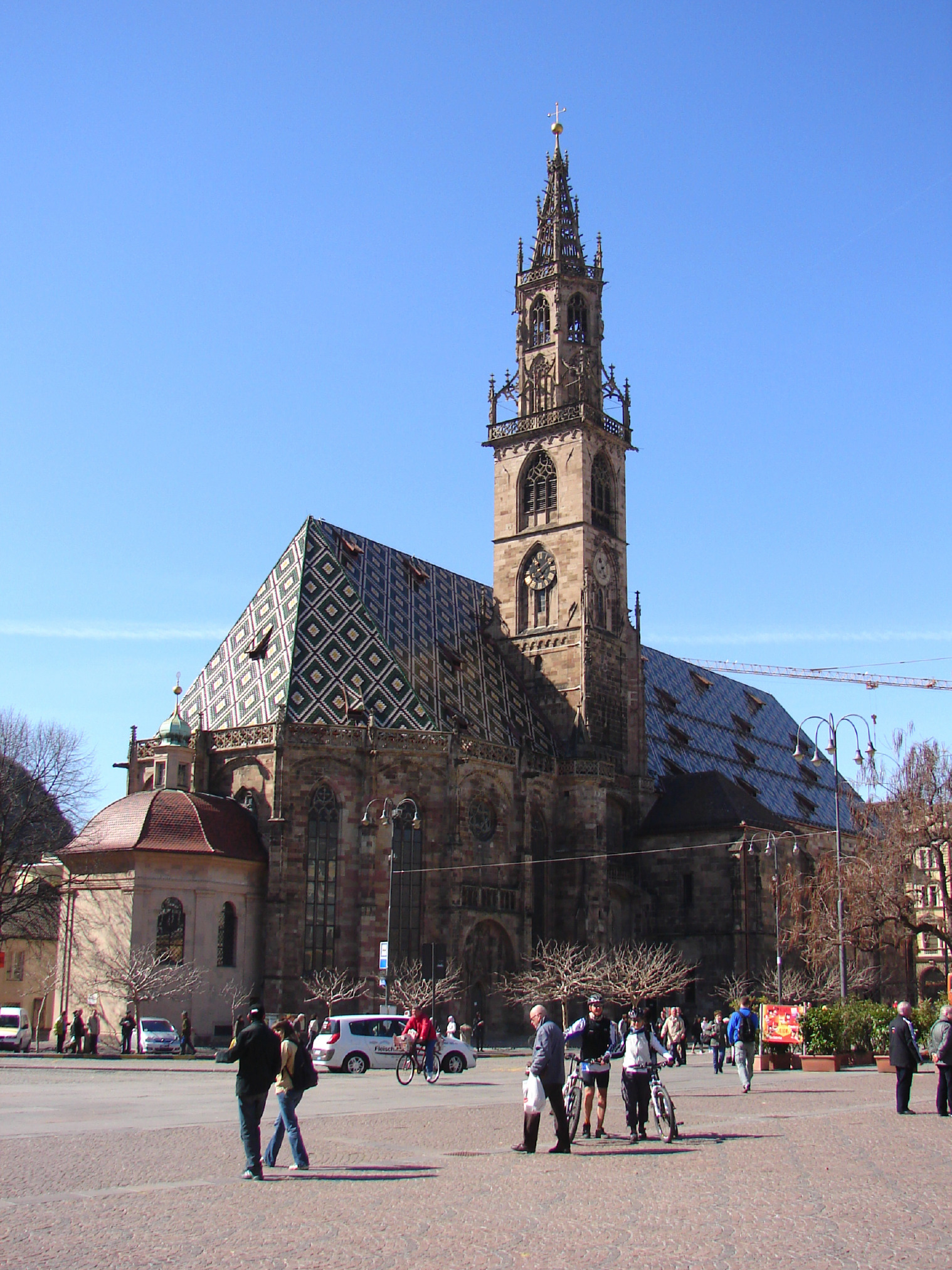
Il duomo di Bolzano, chiesa concattedrale

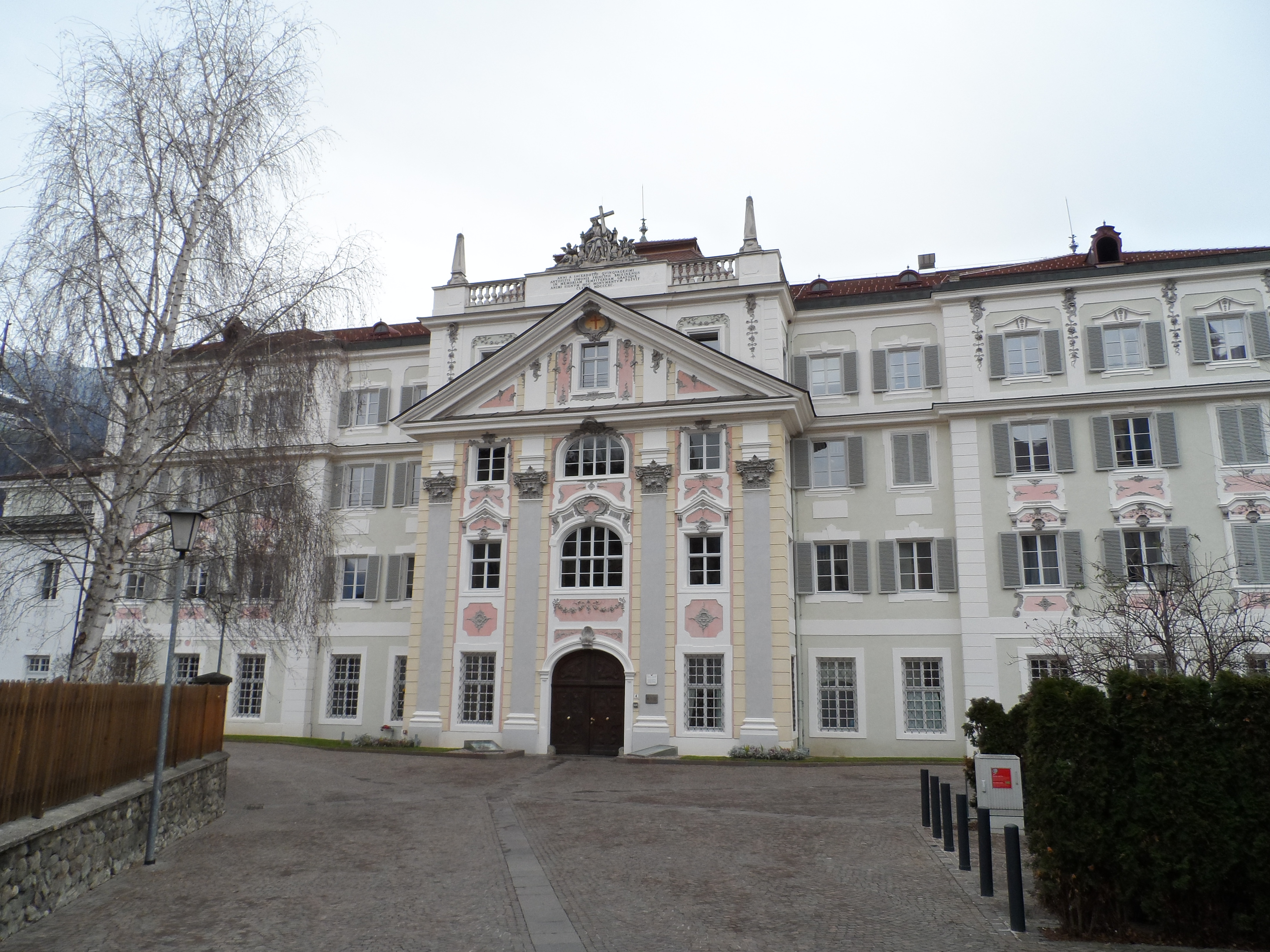
La facciata del seminario di Bressanone

La diocesi di Bolzano-Bressanone (in latino Dioecesis Bauzanensis-Brixinensis) è una sede della Chiesa cattolica in Italia suffraganea dell'arcidiocesi di Trento appartenente alla regione ecclesiastica Triveneto. Nel 2023 contava 512.017 battezzati su 535.774 abitanti. È retta dal vescovo Ivo Muser.

## Territorio
La diocesi estende la sua giurisdizione sull'intera provincia autonoma di Bolzano; con una superficie di 7.400 km², costituisce la più vasta fra le diocesi italiane ed è suddiviso in 20 decanati e 281 parrocchie.
La diocesi comprende i tre gruppi linguistici dell'Alto Adige, e quindi l'organizzazione pastorale e amministrativa, le strutture sono ripartite tra i tre gruppi linguistici: tedesco, italiano e ladino.
Sede vescovile è la città di Bolzano, dove si trova la concattedrale di Santa Maria Assunta. A Bressanone sorge la cattedrale di Santa Maria Assunta e San Cassiano. Appartengono alla diocesi anche tre basiliche minori: la chiesa dell'abbazia di Novacella a Varna, la basilica di Santa Maria Assunta dell'abbazia di Monte Maria nel comune di Malles Venosta, e la basilica santuario della Madonna di Pietralba nel comune di Nova Ponente.

## Storia

### Medioevo
La diocesi di Bressanone è la continuazione della diocesi di Sabiona. Secondo la leggenda sarebbe stata fondata da san Cassiano che agli inizi del III secolo riuscì a diffondere il cristianesimo a Sabiona, a quel tempo situata lungo la Via Claudia Augusta, uno dei centri fondamentali della viabilità dell'Impero Romano.
Il primo vescovo di Sabiona ricordato dalla storia, che appare come suffraganeo del patriarca di Aquileia, è sant'Ingenuino, menzionato dapprima, come vescovo di tutta la Rezia seconda, tra i vescovi aderenti allo Scisma tricapitolino che parteciparono al sinodo di Grado attorno al 572 o 579 e poi presenti secondo Paolo Diacono attorno al 590 al sinodo di Marano. Sempre secondo Paolo Diacono ottenne, intorno a quegli anni, insieme ad Agnello vescovo di Trento, il riscatto di prigionieri catturati di Franchi durante uno dei loro tentativi di conquistare parte del territorio dell'attuale Alto Adige. Dal 798 la diocesi, retta dal vescovo Alim, venne resa da papa Leone III suffraganea di Salisburgo quale parte integrante della provincia Baiovuariorum. I gruppi di popolazioni che si spinsero nell'attuale territorio della diocesi di Bressanone, durante gli spostamenti del primo medioevo, specialmente Bavaresi e Longobardi, accettarono di aderire al cristianesimo; solo le popolazioni slave della Val Pusteria persistettero nel paganesimo sino all'VIII secolo. Nella seconda metà del X secolo il vescovo Ricberto o il vescovo sant'Albuino I (967-1005) trasferirono la sede della diocesi da Sabiona a Bressanone.
Il vescovo Arduico (1020-39) elevò Bressanone al rango di città, e la circondò di fortificazioni. La diocesi si estese attraverso successivi ampliamenti ad opera degli imperatori: da Corrado II nel 1027 la Norital, da Enrico IV nel 1091 la Val Pusteria. Nel 1179 Federico Barbarossa conferì al vescovo il titolo di Principe del Sacro Romano Impero. Questo era una concessione in riconoscenza del fatto che, durante le controversie tra Impero e Papato, i vescovi di Bressanone avevano generalmente preso le difese dell'Imperatore. Particolarmente significativo è il caso di Altwin, durante il lungo episcopato del quale (1049-91) si tenne a Bressanone nel 1080 un sinodo, dove trenta vescovi, schierati con l'Imperatore, dichiararono papa Gregorio VII deposto, ed elevarono ad antipapa il vescovo di Ravenna, con il nome di Clemente III.
Il potere temporale della diocesi venne sminuito dai vescovi stessi, che diedero ampi appezzamenti della diocesi nelle mani di feudatari locali: ad esempio, nell'XI secolo, la contea delle valli dell'Engadina e dell'Isarco (garantita ai conti del Tirolo), e nel 1165 il territorio dell'Inntal e della Val Pusteria vennero concesse ai duchi di Andechs-Meranien. I conti del Tirolo, in particolare, che avevano ceduto gran parte dei propri possedimenti ai duchi di Andechs-Meranien, incrementarono costantemente il loro potere. Il vescovo Bruno von Kirchberg (1249-88) ebbe notevoli difficoltà ad affermare la propria autorità su questa parte del territorio contro le pretese del conte Mainardo II di Tirolo-Gorizia. Per questo motivo Federico I d'Asburgo concesse maggior potere ai vescovi di Bressanone. Il dissenso con il cardinale Nicola Cusano (1450-1464), eletto da papa Niccolò V vescovo di Bressanone, e Sigismondo d'Austria ebbe conseguenze sfavorevoli: il cardinale venne imprigionato e il papa lanciò l'interdetto sulla diocesi, ma Sigismondo emerse come vincitore dello scontro.

### La Riforma e il protettorato austriaco
La Riforma venne proclamata a Bressanone durante l'episcopato di Christoph von Schrofenstein (1509-1521) da emissari germanici, come Strauss, Urbano Regius, e altri. Nel 1525, sotto il vescovo Giorgio d'Austria (1525-1539), scoppiò la guerra dei contadini tedeschi, e molti monasteri e chiese vennero danneggiati. La promessa del re Ferdinando I, governante del Tirolo, di riportare Bressanone alla tranquillità sopprimendo la rivolta, e la dieta proclamata a Innsbruck, venne mantenuta e i contadini vennero costretti ad accettare le nuove norme stabilite. Ad ogni modo, nel 1532 questa promessa venne disattesa, ma questo non mutò più la tranquillità degli eventi.
Ferdinando I ed il figlio, l'arciduca Ferdinando II, in particolare, come governanti civili presero serie misure contro le nuove correnti eretiche, capeggiate dagli anabattisti che andavano diffondendo il loro culto in Austria; questo venne fatto per preservare l'integrità religiosa della cattolica Austria e dell'altrettanto cattolicissimo Tirolo. In questo periodo l'istruzione era guidata dai gesuiti, da cappuccini, dai francescani e dai serviti. Cardinali notevoli di questo periodo furono: Andrea d'Austria (1591-1600) e Christoph Andreas von Spaur (1601-1613), che nel 1607 fondò un seminario teologico, ampliando anche la scuola della cattedrale e distinguendosi come benefattore dei poveri e dei bisognosi.

### La fine del Principato vescovile
Il XVIII ed il XIX secolo videro un notevole risveglio della vita religiosa della diocesi. Vennero fondati molti monasteri, vennero stabilite nuove missioni per la cura d'anime, e venne promossa l'istruzione religiosa al popolo; nel 1677 venne fondata l'Università di Innsbruck. I vescovi più rilevanti del periodo furono: Kaspar Ignaz von Künigl (1703-47), che fondò molti benefici per la cura d'anime, compì visite pastorali nella regione, mantenendo una stretta disciplina e purezza nel proprio clero, introdusse missioni guidate dai Gesuiti, ecc.; Leopold von Spaur (1748-78), che ricostruì il seminario, completò e consacrò la cattedrale, garantendosi grande stima da parte dell'Imperatrice Maria Teresa; Joseph Philipp von Spaur (1780-91), fu fervido sostenitore dell'istruzione aderendo, in politica, al giuseppinismo proclamato dall'Imperatore. Il governo dell'imperatore Giuseppe si interessò molto alle tematiche ecclesiastiche; vennero soppressi una ventina tra monasteri e diocesi, ma venne aperto un seminario a Innsbruck, e furono vietati pellegrinaggi e processioni.
Analogamente al principato di Trento, anche Bressanone dovette lottare nel corso del XVIII secolo contro le pesanti ingerenze austriache spinte dalla politica annessionistica teresiana e giuseppina. Diversamente dai principi vescovi di Trento, Leopold von Spaur difese strenuamente l'indipendenza dello stato e la sua integrità territoriale, sfidando la volontà di Vienna. Ancora nel 1774, a dimostrazione della propria libera sovranità, esercitò l'uso del judicium sanguinis, eseguendo una sentenza capitale ed emanò decreti in materia monetaria e daziaria per favorire l'economia, nonché adottò nuove patenti per concedere lettere di nobiltà e di amnistia, seguito dal suo Capitolo che sfidando la volontà asburgica approvò perfino l'emissione di propri talleri.
Nel collegio dei principi del 1801 lo stato ebbe il 39º voto. La sovranità, rappresentata anche da una propria zecca, rimase integra fino alla secolarizzazione del 1803, pur essendo posto dal XVI secolo sotto il protettorato degli Asburgo.
Il principato, ampliato con donazioni ed acquisti, fu uno stato polimerico ripartito in varie parti: il distretto di Bressanone, esteso sulla sinistra del fiume Isarco da Fortezza fino a Chiusa, centro doganale del principato, alla confluenza della Rienza, comprendendo Albes e Salern. Le altre exclaves erano: i baliaggi di Luson, San Martino in Badia e Torre Gardena, Vandoies e Val di Fundres, Brunico e Val di Tures, Anterselva, Tires in Val di Fassa con Canazei e Livinallongo, Braies e Val Fosco, piccole porzioni presso Campo Tures e la Croda Rossa, due parti lungo la Drava a monte di Lienz (Assling, Tristach) e infine il vasto feudo di Bistritz nell'alta valle del fiume Dolinka a nord del Monte Tricorno in Carniola (Slovenia).
Fu durante l'episcopato di Franz Karl von Lodron (1792-1828), che ebbe fine il potere temporale del vescovato. Nel 1803 il principato venne secolarizzato e annesso all'Austria, e il capitolo della cattedrale venne sciolto. Il breve periodo di reggenza della Baviera fu segnato da un profondo dispotismo contro la chiesa; la restaurazione della supremazia austriaca nel 1814, migliorò notevolmente le condizioni della diocesi.
Nel secolo fra la Restaurazione ed il termine del primo conflitto mondiale, il territorio della diocesi venne nuovamente delimitato: le appartenevano gli attuali Vorarlberg, Tirolo Settentrionale ed orientale e le Valli Isarco, Venosta, Pusteria, Badia, Gardena ed Ampezzo.

### XX secolo
Nel 1921, in seguito all'annessione del Tirolo meridionale all'Italia dopo la prima guerra mondiale, la diocesi cedette la porzione del suo territorio che era venuta a trovarsi oltreconfine a vantaggio dell'erezione dell'amministrazione apostolica di Innsbruck-Feldkirch (oggi diocesi di Innsbruck).
Il 25 aprile 1921 la diocesi di Bressanone fu separata dalla provincia ecclesiastica dell'arcidiocesi di Salisburgo e fu immediatamente soggetta alla Santa Sede.
Il 6 luglio 1964, in forza della costituzione apostolica Quo aptius christiani di papa Paolo VI, le parti altoatesine dell'arcidiocesi di Trento vennero aggregate alla diocesi di Bressanone, che assunse il nome di Bolzano-Bressanone. La curia e la sede vescovile furono traslate a Bolzano, mentre la cattedrale ed il seminario maggiore rimasero a Bressanone. Il duomo di Bolzano divenne la concattedrale della diocesi. Con la stessa bolla, le parti della diocesi di Bressanone in provincia di Belluno (Colle Santa Lucia, Livinallongo del Col di Lana e Cortina d'Ampezzo) vennero aggregate alla diocesi di Belluno. Il vescovo ausiliare di Trento Heinrich Forer divenne ausiliare di Bolzano-Bressanone. I seminaristi e professori altoatesini di Trento si trasferirono a Bressanone. Il 6 agosto successivo la sede vescovile di Bolzano-Bressanone divenne suffraganea dell'arcidiocesi di Trento in forza della costituzione apostolica Tridentinae Ecclesiae dello stesso Paolo VI.
Nel 1965 il vescovo Joseph Gargitter decise di fondare il periodico della diocesi, Il Segno.

## Cronotassi dei vescovi
Si omettono i periodi di sede vacante non superiori ai 2 anni o non storicamente accertati.

### Vescovi di Sabiona
- Cassiano di Imola ? † (?-365)
- Lucano di Sabiona ? † (424-?)
- Maternino ? †
- Sant'Ingenuino † (prima del 579 - circa 605 deceduto)
- Costantino o Costanzo ? †
- Procopio o Preconio † (? - 645)
- Urso ? †
- Pigenzio ? †
- Proietto †
- Maternino ? †
- Marcello ? †
- Valeriano ? †
- Agnello ? †
- Aureliano ? †
- Antonio I ? †
- Lorenzo ? †
- Mastulo ? †
- Giovanni I ? †
- Alim † (prima del 770 - circa 802 deceduto)
- Enrico I † (prima dell'816 - circa 828 deceduto)
- Aribo † (828 - circa 842 deceduto)
- Wilfundo † (842 - 845)
- Lanfredo † (845 - circa 875 deceduto)
- Zerito †[9]
- Zaccaria † (prima di dicembre 892 - 28 giugno 907 deceduto)
- Meginberto † (? - circa 926 deceduto)
- Nitardo † (prima del 932 - circa 935/938 deceduto)
- Visundo o Visunperto † (circa 938 - circa 956 deceduto)
- Ricberto † (prima del 967 - circa 976 deceduto)
- Sant'Albuino † (circa 976 - circa 992/993 trasferisce la sede a Bressanone)

### Vescovi di Bressanone
- Sant'Albuino † (circa 992/993 - 5 febbraio 1006 deceduto)
- Adalberone † (1006 - 1017 deceduto)
- Heriward † (1017 - 1022 deceduto)
- Beato Arduico (Hartwig von Hainfels) † (1022 - 31 gennaio 1039 deceduto)
- Poppone † (1039 - 17 luglio 1048 eletto papa con il nome di Damaso II)
- Altwin † (1049 - 1091 deposto)
- Burcardo † (1091 - 1099)
  - Antone † (1097 - 1100) (antivescovo)
- Ugo † (circa 1100 - 1125 deposto)
- Reginberto, O.S.B. † (agosto 1125 - 12 settembre 1140 deceduto)
- Beato Artmanno † (1140 - 23 dicembre 1164 deceduto)
- Ottone VI di Andechs † (1165 - circa gennaio 1170 dimesso)
- Heinrich von Fügen † (1170 - 7 gennaio 1174 deceduto)
- Richer von Hohenburg † (1174 - 1º febbraio 1178 dimesso)
- Heinrich von Berchtesgaden † (19 agosto 1178 consacrato - 19 luglio 1196 deceduto)
- Eberhard von Regensberg † (1196[10] - 20 aprile 1200 nominato arcivescovo di Salisburgo)
- Konrad von Rodank † (1200 - 14 ottobre 1217 deceduto)
- Bertold von Neifen † (prima di dicembre 1217 - 17 luglio 1224 deceduto)
- Heinrich von Taufers † (1224 - 18 novembre 1239 deceduto)
- Egnone di Appiano † (prima del 20 maggio 1240 - 8 novembre 1250 nominato vescovo di Trento)
- Bruno von Kirchberg † (8 novembre 1250 - 24 agosto 1288 deceduto)
- Heinrich von Trevejach † (3 dicembre 1290 - dopo il 14 gennaio 1295 deceduto)
- Landolfo di Milano † (30 settembre 1295 - prima del 26 marzo 1301 deceduto)
- Konrad, O.Cist. ? † (prima del 22 settembre 1301 - ?)
- Arnold † (menzionato nel 1302)
- Johann Sax † (circa 1303 - 26 aprile 1306 deceduto)
- Johann von Schlackenwert † (1306 - 16 giugno 1322 nominato vescovo di Bamberga)
  - Ulrich von Schlüsselburg † (16 giugno 1322 - 1322 deceduto) (vescovo eletto)
- Konrad von Klingenberg † (1º ottobre 1322 - 5 luglio 1324 nominato vescovo di Frisinga)
- Albert von Enn † (5 luglio 1324 - 1º novembre 1336 deceduto)
- Matthäus Andergassen † (20 novembre 1336 - 27 ottobre 1363 deceduto)
  - Lamprecht von Brunn, O.S.B. † (27 gennaio 1364 - 14 febbraio 1364 nominato vescovo di Spira) (vescovo eletto)
- Johann Ribi von Lenzburg † (14 febbraio 1364 - 6 agosto 1374 deceduto)
- Friedrich von Erdingen † (2 aprile 1376 - 1396 dimesso)
- Ulrico di Vienna † (17 marzo 1396 - 5 maggio 1417 deceduto)
- Sebastian Stämpfel † (25 luglio 1417 - 12 aprile 1418 deceduto)
- Berthold von Bückelsburg † (11 luglio 1418 - 12 settembre 1427 deceduto)
- Ulrich Putsch † (29 gennaio 1428 - 29 agosto 1437 deceduto)
- Georg von Stubai † (7 settembre 1437 - 17 dicembre 1443 deceduto)
- Johann Röttel † (4 gennaio 1444 - 28 gennaio 1450 deceduto)
- Nicola Cusano † (23 marzo 1450 - 12 agosto 1464 deceduto)
- Francesco Gonzaga † (12 agosto 1464 - 20 agosto 1466 nominato vescovo di Mantova)
- Leo von Spaur † (9 agosto 1469 - 16 dicembre 1471 nominato vescovo di Vienna)
- Georg Golser † (16 dicembre 1471 - 20 giugno 1489 deceduto)
- Melchior von Meckau † (20 giugno 1489 succeduto - 3 marzo 1509 deceduto)
- Christoph von Schrofenstein † (3 marzo 1509 succeduto - 29 marzo 1521 deceduto)
- Sebastian Sprenz † (1º luglio 1521 - 3 ottobre 1525 deceduto)
- Giorgio d'Austria † (9 aprile 1526 - 29 novembre 1538 nominato arcivescovo di Valencia)
- Bernardo Clesio † (21 maggio 1539 - 30 luglio 1539 deceduto)[11]
- Christoph Fuchs von Fuchsberg † (29 ottobre 1539 - 9 dicembre 1542 deceduto)
- Cristoforo Madruzzo † (11 dicembre 1542 - 5 luglio 1578 deceduto)[12]
- Johann Thomas von Spaur † (5 luglio 1578 succeduto - 25 febbraio 1591 deceduto)
- Andrea d'Austria † (25 febbraio 1591 succeduto - 12 novembre 1600 deceduto)[13]
- Christoph Andreas von Spaur † (14 marzo 1601 - 10 gennaio 1613 deceduto)
- Carlo d'Austria † (2 giugno 1614 - 28 dicembre 1624 deceduto)[14]
- Hieronymus Otto Agricola † (2 maggio 1625 - 6 marzo 1627 deceduto)
- Daniel Zen † (5 luglio 1627 - 24 settembre 1628 deceduto)
- Wilhelm von Welsberg † (28 maggio 1629 - 27 marzo 1641 deceduto)
- Johann Platzgummer † (16 dicembre 1641 - 12 maggio 1647 deceduto)
- Anton Crosini von Bonporto † (30 marzo 1648 - 14 marzo 1663 deceduto)
- Sigismondo Alfonso Thun † (10 dicembre 1663 - 2 febbraio 1677 deceduto)
- Paulinus Mayr † (5 settembre 1678 - 29 settembre 1685 deceduto)
- Johann Franz von Khuen zu Liechtenberg † (12 maggio 1687 - 3 aprile 1702 deceduto)
- Kaspar Ignaz von Künigl zu Ehrenburg † (14 maggio 1703 - 24 luglio 1747 deceduto)
- Leopold Maria Joseph von Spaur † (19 febbraio 1748 - 31 dicembre 1778 deceduto)
- Ignaz Franz Stanislaus von Spaur † (31 dicembre 1778 succeduto - 2 marzo 1779 deceduto)
- Joseph Philipp Franz von Spaur † (20 marzo 1780 - 26 maggio 1791 deceduto)
- Karl Franz von Lodron † (27 febbraio 1792 - 10 agosto 1828 deceduto)
- Bernhard Galura † (28 settembre 1829 - 17 maggio 1856 deceduto)
- Vinzenz Gasser † (15 dicembre 1856 - 6 aprile 1879 deceduto)
- Johannes von Leiss † (27 febbraio 1880 - 23 aprile 1884 deceduto)
- Simon Aichner † (10 novembre 1884 - 28 giugno 1904 dimesso[15])
- Josef Altenweisel † (2 luglio 1904 - 25 giugno 1912 deceduto)
- Franz Egger † (6 novembre 1912 - 17 maggio 1918 deceduto)
  - Sede vacante (1918-1921)
- Johannes Raffl † (28 aprile 1921 - 15 luglio 1927 deceduto)
  - Sede vacante (1927-1930)[16]
- Johannes Baptist Geisler † (2 aprile 1930 - 5 aprile 1952 dimesso[17])
- Joseph Gargitter † (26 aprile 1952 - 1º settembre 1964 nominato vescovo di Bolzano-Bressanone)

### Vescovi di Bolzano-Bressanone
- Joseph Gargitter † (1º settembre 1964 - 29 luglio 1986 dimesso)
- Wilhelm Emil Egger, O.F.M.Cap. † (29 luglio 1986 - 16 agosto 2008 deceduto)
- Karl Golser † (5 dicembre 2008 - 27 luglio 2011 dimesso)
- Ivo Muser, dal 27 luglio 2011

## Statistiche
La diocesi nel 2023 su una popolazione di 535.774 persone contava 512.017 battezzati, corrispondenti al 95,6% del totale.
| anno                          | popolazione | popolazione | popolazione | presbiteri | presbiteri | presbiteri | presbiteri                | diaconi | religiosi | religiosi | parrocchie |
| anno                          | battezzati  | totale      | %           | numero     | secolari   | regolari   | battezzati per presbitero | diaconi | uomini    | donne     | parrocchie |
| ----------------------------- | ----------- | ----------- | ----------- | ---------- | ---------- | ---------- | ------------------------- | ------- | --------- | --------- | ---------- |
| diocesi di Bressanone         |             |             |             |            |            |            |                           |         |           |           |            |
| 1950                          | 100.039     | 199.905     | 50,0        | 342        | 233        | 109        | 292                       |         | 178       | 541       | 137        |
| 1959                          | 105.592     | 105.728     | 99,9        | 390        | 250        | 140        | 270                       |         | 222       | 512       | 137        |
| diocesi di Bolzano-Bressanone |             |             |             |            |            |            |                           |         |           |           |            |
| 1970                          | 404.081     | 407.693     | 99,1        | 937        | 590        | 347        | 431                       |         | 475       | 1.519     | 252        |
| 1980                          | 428.000     | 431.078     | 99,3        | 795        | 491        | 304        | 538                       |         | 407       | 1.217     | 327        |
| 1990                          | 434.000     | 438.000     | 99,1        | 680        | 426        | 254        | 638                       | 1       | 328       | 1.003     | 280        |
| 1999                          | 446.300     | 459.069     | 97,2        | 599        | 372        | 227        | 745                       | 5       | 306       | 792       | 280        |
| 2000                          | 448.512     | 459.687     | 97,6        | 586        | 365        | 221        | 765                       | 5       | 289       | 775       | 280        |
| 2001                          | 457.898     | 464.601     | 98,6        | 578        | 361        | 217        | 792                       | 7       | 299       | 749       | 280        |
| 2002                          | 459.833     | 466.600     | 98,5        | 565        | 349        | 216        | 813                       | 11      | 289       | 721       | 280        |
| 2003                          | 458.675     | 466.482     | 98,3        | 624        | 348        | 276        | 735                       | 11      | 336       | 680       | 280        |
| 2004                          | 461.184     | 470.055     | 98,1        | 550        | 342        | 208        | 838                       | 11      | 267       | 668       | 280        |
| 2006                          | 465.365     | 479.758     | 97,0        | 543        | 339        | 204        | 857                       | 13      | 251       | 627       | 280        |
| 2012                          | 485.354     | 503.747     | 96,3        | 486        | 294        | 192        | 998                       | 21      | 229       | 514       | 281        |
| 2015                          | 491.900     | 512.100     | 96,1        | 455        | 271        | 184        | 1.081                     | 24      | 226       | 468       | 281        |
| 2018                          | 501.619     | 525.092     | 95,5        | 413        | 239        | 174        | 1.214                     | 29      | 221       | 402       | 281        |
| 2020                          | 506.186     | 531.341     | 95,3        | 394        | 229        | 165        | 1.284                     | 29      | 204       | 356       | 281        |
| 2022                          | 511.018     | 534.912     | 95,5        | 363        | 204        | 159        | 1.407                     | 30      | 187       | 298       | 281        |
| 2023                          | 512.017     | 535.774     | 95,6        | 351        | 194        | 157        | 1.458                     | 30      | 187       | 281       | 281        |